# Aleksander Wojtasik
Aleksander Wojtasik (* 1. August 2007) ist ein polnischer Leichtathlet, der sich auf den Sprint spezialisiert hat.

## Sportliche Laufbahn
Erste internationale Erfahrungen sammelte Aleksander Wojtasik im Jahr 2024, als er bei den U18-Europameisterschaften in Banská Bystrica mit 21,64 s im Halbfinale im 200-Meter-Lauf ausschied. Zudem verhalf er der polnischen Sprintstaffel (1000 Meter) zum Finaleinzug und trug damit zum Gewinn der Goldmedaille bei. Im Jahr darauf schied er bei den U20-Europameisterschaften in Tampere mit 21,63 s im Halbfinale über 200 Meter aus und gewann mit der 4-mal-100-Meter-Staffel in 40,17 s die Bronzemedaille.
In den Jahren 2024 und 2025 wurde Wojtasik polnischer Hallenmeister in der 4-mal-200-Meter-Staffel.

## Persönliche Bestzeiten
- 100 Meter: 10,53 s (+1,5 m/s), 25. Juli 2025 in Włocławek
  - 60 Meter (Halle): 6,86 s, 14. Februar 2025 in Breslau
- 200 Meter: 21,28 s (+0,4 m/s), 27. Juli 2025 in Włocławek
  - 200 Meter (Halle): 21,59 s, 16. Februar 2025 in Breslau